# Hieracium guentheri-beckii
Hieracium guentheri-beckii là một loài thực vật có hoa trong họ Cúc. Loài này được Zahn mô tả khoa học đầu tiên năm 1907.